# I mistici dell'Occidente
I mistici dell'Occidente è il quinto album dei Baustelle, pubblicato il 26 marzo 2010.

## Descrizione
I mistici dell'Occidente viene pubblicato venerdì 26 marzo 2010 per Atlantic/Warner Music, a circa due anni di distanza dal precedente Amen (vincitore del premio Tenco). Il disco è stato coprodotto da Francesco Bianconi e da Pat McCarthy (soprannominato "The Magician" nei ringraziamenti), rinomato per aver prodotto artisti internazionali come Madonna, U2 e R.E.M. L'album, dal punto di vista stilistico, continua su un sound già precedentemente accennato dalla band, come le orchestrazioni e soprattutto un citazionismo alle colonne sonore western morriconiane, che qua diventano il punto di riferimento principale. 
Il titolo dell'album è preso dal saggio I mistici dell'occidente di Elémire Zolla (Garzanti, Milano 1963). Tra l'altro Zolla è morto a Montepulciano, città d'origine dei Baustelle. Il libro di Zolla rimanda ad un'atmosfera magica e surreale, con venature oscure e misteriose; si tratta di un'interpretazione dell'esperienza mistica dell'Occidente, che va dal paganesimo e, passando per i primi ordini monastici, giunge alla passione francescana e ai mistici dell'età moderna. Questo è anche, in parte, il lavoro affrontato dai Baustelle in questo disco.

## Copertina
La copertina del disco è un rompicapo simbolico in cui sono presenti i componenti del gruppo come in una famiglia ottocentesca, con elementi fuorvianti, tra cui il cane, il teschio, l'uccello impagliato e il fondale, che rivelano la finzione e l'umorismo della foto stessa. Tra i personaggi della foto vi sono Pat McCarthy, alcuni amici del gruppo ed un'effigie del predicatore Davide Lazzaretti.

## Singoli estratti
L'11 marzo 2010 è uscito il primo singolo estratto dal nuovo album, Gli spietati.
Il secondo singolo estratto da quest'album è Le rane, pubblicato il 21 maggio 2010.

## Promozione
Il disco è stato presentato il 26 marzo 2010 presso la Fnac di Milano. Nei giorni immediatamente successivi sono stati tenuti altri appuntamenti presso le altre sedi Fnac italiane. Tra il 17 e il 27 aprile vengono presentati i brani in tre concerti esclusivi tenuti a Milano, Firenze e Roma e prodotti da AC Europe Group e Big Fish.

## Certificazioni
Dopo due mesi di permanenza in classifica l'album raggiunge il traguardo del disco d'oro con oltre 30 000 copie vendute.
Inoltre è secondo classificato dietro Elettra di Carmen Consoli nella categoria "Album dell'anno" della Targa Tenco 2010.

## Tracce
Testi di Francesco Bianconi.
1. L'indaco – 5:49 (musica: Francesco Bianconi)
2. San Francesco – 3:58 (musica: Francesco Bianconi)
3. I mistici dell'Occidente – 4:42 (musica: Francesco Bianconi)
4. Le rane – 4:24 (musica: Francesco Bianconi, Claudio Brasini, Alessandro Maiorino)
5. Gli spietati – 4:34 (musica: Francesco Bianconi)
6. Follonica – 5:13 (musica: Francesco Bianconi, Alessandro Maiorino)
7. La canzone della rivoluzione – 3:35 (musica: Francesco Bianconi, Claudio Brasini)
8. Groupies – 4:32 (musica: Francesco Bianconi, Rachele Bastreghi, Claudio Brasini)
9. La bambolina – 3:33 (musica: Francesco Bianconi, Rachele Bastreghi)
10. Il sottoscritto – 4:31 (musica: Francesco Bianconi)
11. L'estate enigmistica – 4:00 (musica: Francesco Bianconi, Rachele Bastreghi, Claudio Brasini)
12. L'ultima notte felice del mondo – 4:07 (musica: Francesco Bianconi)

Durata totale: 52:58

## Formazione
- Francesco Bianconi - voce, programmazione, glockenspiel, synth, cori, chitarra elettrica, battito di mani, pianoforte, tastiera
- Rachele Bastreghi - pianoforte, cori, battito di mani, organo Hammond
- Claudio Brasini - chitarra elettrica, chitarra acustica, voce, battito di mani

Altri musicisti
- Alessandro Maiorino - basso, contrabbasso
- Valeria Di Renzo - battito di mani
- Gabriele Ponticello - chitarra acustica
- Giampiero Ulacco - battito di mani
- Gary Sullivan - batteria, percussioni
- Ettore Bianconi - tastiera, glockenspiel, battito di mani
- Zeno De Rossi - batteria, percussioni
- Alessandro Stefana - chitarra acustica, pianoforte
- Alessio Benvenuti - pianoforte
- Marco Tagliola - battito di mani
- Raffaele Kohler - tromba, flicorno
- Pietro Leali - trombone
- Daniela Bezzi - oboe

## Classifiche
| Classifica                     | Massima posizione raggiunta |
| ------------------------------ | --------------------------- |
| Classifica italiana album FIMI | 5                           |